# Окарина
Окарината е народен глинен духов музикален инструмент с овална форма. Стандартната ѝ дължина е 12-15 см. Окарината е разпространена из цял свят, а в България предимно в северозападната част на страната.